# Diecisiete de Marzo
Diecisiete de Marzo är en ort i Mexiko.   Den ligger i kommunen Venustiano Carranza och delstaten Chiapas, i den sydöstra delen av landet, 800 km sydost om huvudstaden Mexico City. Diecisiete de Marzo ligger 621 meter över havet och antalet invånare är 265.
Terrängen runt Diecisiete de Marzo är kuperad österut, men västerut är den platt. Runt Diecisiete de Marzo är det ganska glesbefolkat, med 35 invånare per kvadratkilometer. Närmaste större samhälle är Venustiano Carranza, 17,6 km nordväst om Diecisiete de Marzo. Omgivningarna runt Diecisiete de Marzo är en mosaik av jordbruksmark och naturlig växtlighet.